# Eric Show
Eric Vaughn Show (19 mai 1956 – 16 mars 1994) est un ancien lanceur américain de baseball ayant joué dans les Ligues majeures de 1981 à 1991. 
Avec 100 victoires contre 87 défaites, ce droitier est le lanceur ayant gagné le plus de matchs dans l'histoire des Padres de San Diego.
Show est connu pour avoir été victime, en 1985, du 4192e coup sûr de Pete Rose, qui battait le record du légendaire Ty Cobb.

## Carrière
Né à Riverside, en Californie, Eric Show entreprend sa carrière à la fin de la saison 1981 avec San Diego.
Entre 1982 et 1985, il connaît quatre saisons consécutives de 10 victoires ou plus. Dès 1983, il est intégré à la rotation de lanceurs partants de l'équipe. En 1984, il aide les Padres à participer à leur première Série mondiale. Après une saison régulière de 15 victoires contre seulement 6 défaites, il connait des ennuis en trois sorties en séries éliminatoires, affichant une moyenne de points mérités de 12,38 en huit manches lancées.
Le 11 septembre 1985, Pete Rose, des Reds de Cincinnati, frappe son 4192e coup sûr en carrière aux dépens de Show, devenant ainsi devant Ty Cobb le plus grand frappeur de coups sûrs de l'histoire du baseball majeur. Show fut critiqué, notamment par des coéquipiers, pour s'être assis sur le monticule, les bras croisés, durant les cérémonies qui eurent lieu pour honorer Rose immédiatement après son exploit. Show se défendit plus tard en mentionnant qu'il savait que la cérémonie durait un certain temps, et qu'il ne voulait pas donner l'impression, en restant debout sur la butte du lanceur, qu'il était pressé de reprendre le jeu.
Plus tard dans la même partie, le voltigeur de gauche Carmelo Martinez, des Padres, interpréta un geste de Show comme un signe d'impatience envers lui pour ne pas avoir été capable de capter un ballon de Dave Parker, des Reds. Les deux joueurs se bagarrèrent dans l'abri des joueurs. Après le match, Show refusa de répondre aux questions des journalistes au sujet de l'incident ou du coup sûr de Pete Rose.
Après une saison de 9-5 en 1986 et une autre, difficile, de 8-16 en 1987, il brille en 1988 avec 16 victoires, un sommet personnel, en 27 décisions. Il lance également 13 matchs complets.
Les Padres le libèrent après la saison 1990, excédé par son comportement erratique, ses nombreux retards et ses prises de bec avec la direction de l'équipe et ses coéquipiers.
Il termine sa carrière à San Diego avec un dossier de 100-87, le plus haut total de victoires par un lanceur dans l'histoire de la franchise. Il signe un contrat de deux ans avec les Athletics d'Oakland avant la saison 1991, sa dernière dans les majeures. Il ne put se tailler un poste avec l'équipe au printemps 1992.

## Vie personnelle
Show était un Chrétien born-again, membre de la John Birch Society, une organisation conservatrice américaine. Il était diplômé en physique et avait connu du succès en affaires dans le domaine de l'immobilier. Guitariste de jazz, il avait enregistré un album en 1988.
Eric Show fut aux prises avec des problèmes de toxicomanie pendant sa carrière. Il eut également quelques démêlés avec la justice.
Peu de temps avant d'être libéré par les Athletics en 1992, il se présente au stade, lors de l'entraînement de printemps en Arizona, avec des bandages aux deux mains. Il indique à l'équipe qu'il s'est blessé en sautant une clôture de barbelés alors qu'il essayait d'échapper à des voyous. La police informera ensuite l'équipe qu'elle était intervenue après qu'on lui eut signalé le comportement « erratique » de Show devant une librairie pour adultes et qu'elle eut pris le joueur en chasse.
En juillet 1993, Show est appréhendé par les policiers de San Diego, alors qu'il criait que des gens essayaient de le tuer. Il fut menotté et, pendant qu'il prenait place à l'arrière de la voiture de police, il brisa la fenêtre arrière du véhicule avec ses pieds. Show fut amené à un hôpital psychiatrique de la région, où il admit avoir été sous l'influence du crystal meth.

### Décès
Eric Show a été retrouvé mort le 16 mars 1994 dans un centre de désintoxication de Dulzura, en Californie, où il venait de demander à être réadmis. Il est décédé d'un arrêt cardiaque causé par une surdose de drogues. Il avait 37 ans et laissa dans le deuil son épouse, Cara Mia, avec qui il était marié depuis 16 ans.

## Citations[5]
- « Nous avons le choix - réfléchir ou ne pas réfléchir - et j'en suis arrivé à la conclusion que la plupart de ces gars ne veulent réfléchir à rien d'autre que le baseball, et je suis ostracisé pour cette raison. »

- Au sujet du record de Pete Rose : « Ça n'a pas autant d'importance pour moi que ça en a pour les autres fans de baseball. Je veux dire... à quel point est-ce que ça a de l'importance ? Je n'aime pas dire ça, mais je m'en fiche. »